# 虚ろなる十月の夜に
『虚ろなる十月の夜に』（うつろなるじゅうがつのよるに、A Night in the Lonesome October）は、1993年に刊行されたアメリカ合衆国のSF作家、ロジャー・ゼラズニイによる長編ファンタジー小説。彼の最後の長編作品で、1994年ネビュラ賞ノミネート作品。

## 概要
本作は32の章からなり、各章で10月1日から10月31日の出来事が1日分ずつ描写される（導入部の1章が加わって合計32章）。物語は主要登場人物の一人であるジャックのコンパニオン（使い魔）であるスナッフの一人称で語られる。
物語中のさまざまな手がかり（「探偵」の登場と、10月の最終日が満月であること）から、本作がヴィクトリア朝後期、1887年の出来事であることがわかる。
物語の大部分はロンドンとその近郊が舞台となるが、ある時点でH・P・ラブクラフトが「未知なるカダスを夢に求めて」で舞台としたドリームランドが登場する。

## 用語
- 儀式とゲーム
まずプレイヤーたちは、一般人に対して「ゲーム」の存在を秘匿している。
「儀式」は、数十年に一度、月が満月になる10月31日の万聖節前夜（ハロウィーン）に、毎回異なる場所で行われる。
「儀式」を迎えるためにプレイヤーによる「ゲーム」が行われる。プレイヤーたちはコンパニオンとともにそれぞれ「儀式」に必要な「素材」を集め、儀式の場所を特定し、誰が敵で誰が味方かを探りあう。
「儀式」の夜には現実の構造が薄くなり、この世界と旧支配者の領域との間に扉が開かれる可能性が高まり、プレイヤーは扉が開くのを手伝ったり、あるいは逆に扉を閉めたままにする。
ゲームは、単純な敵/味方の争いではなく、外部からの妨害を排除しながらゲームそのものを成立させなければならない（例えば本作においては、「探偵」による追及の排除がこれにあたる）。
- プレイヤー
プレイヤーはコンパニオンと共に、「儀式」の準備を行い、儀式の場となる場所を探索・特定し、そこに参集する。
複数のプレイヤーは《開く者（オープナー）》と《閉じる者（クローザー）》の陣営に分かれるが、誰がどちらの側に属しているかは「儀式」が始まるまで分からない。
《開く者（オープナー）》は、旧支配者をの復活を望む者たちであり、《開く者（オープナー）》側が勝った場合、扉が開かれ、旧支配者が降臨して世界は作り直され、人類は奴隷にされたり虐殺される。
《閉じる者（クローザー）》は、旧支配者の復活を阻止するべく行動する者たちである。《閉じる者（クローザー）》側が勝った場合、扉は閉じられ、世界は次の儀式まで保持される（ちなみにまだオープナーが勝ったことはない）。
プレイヤーたちは互いの立場を探り合い、同盟を結び、取引を行い、互いに反対し、対立する陣営のプレイヤーを殺す。 それぞれの陰謀は、「儀式」により世界の運命が決定される10月31日の夜まで続けられる。
作中では過去に何度も同様の「ゲーム」が行われてきたことが匂わされている。
- コンパニオン
それぞれのプレイヤーにはコンパニオン（使い魔）がおり、彼らは「儀式」の準備を完了するのに役に立つ、人間に近い知性を備えた動物である。
敵対するプレイヤー間での情報交換を仲立ちするのも、コンパニオンの役割である。
- 素材
力関係をいずれかの勢力に集中させるために必要なアイテムのことで、プレイヤーによって収集すべき「素材」は異なる。
それぞれのプレイヤーが収集した「素材」は、「儀式」の際に篝火に投じられる。

## 主要登場人物
- 「ジャック」（Jack）
切り裂きジャック。刃の両面にルーン文字が彫りこまれた大型のナイフを使う。
  - スナッフ
ジャックのコンパニオンである番犬(ウォッチ・ドッグ)。本作の語り手。<計算者>。
- 「魔女」（Crazy Jill）
気ちがい（クレイジー）・ジルと呼ばれる魔女。本名は不詳。
  - グレイモーク
ジルのコンパニオンである猫
- 「博士」（The Good Doctor）
ヴィクター・フランケンシュタイン博士
多くの避雷針を立てた農家を拠点にしており、「死の匂いをまとった大男（実験体）」の生みの親である。
  - ブーボー
博士のコンパニオンであるネズミ
- 「伯爵」
ドラキュラ伯爵
霊廟を拠点にしており、昼は眠っている。
  - ニードル
伯爵のコンパニオンであるコウモリ
- ラリー・タルボット（Larry Talbot）
狼男（※ラリー・タルボットはユニバーサル映画『狼男』での主人公の名前）
灰色狼の形態と人間の形態を持ち、片方がもう一方のコンパニオンと解釈される。<予見者>。
- 「魔術師」
モリスとマッカブ（Morris and McCab）
モデルは実在の魔術師マクレガー・メイザース（MacGregor Mathers）[2]。
  - ナイトウィンド
魔術師たちのコンパニオンであるフクロウ
- 「ドルイド」
オーウェン（Owen）
<黄金の鎌>を所持している老人
  - チーター
ドルイドのコンパニオンであるリス
- 「修道僧」(Mad Monk)
ラストフ（Rastov)
ロシア人の僧侶で<アルハザードのイコン>を所持している（ラスプーチンであることがほのめかされる）。
  - クイックライム
修道僧のコンパニオンである黒ヘビ
- テケラ
正体不明なプレーヤーのコンパニオンであるアルビノのワタリガラス
- 「探偵」
シャーロック・ホームズ
プレイヤーではない。
ソーホーで発生した一連の奇妙な殺人事件（切り裂き魔事件や全身失血死事件）を追っているが、やがて殺人事件よりもその近くで起きている不思議なできごとに興味を引かれ、「ゲーム」に首を突っこむようになる。
  - まるまると太った相棒
作中で名前を呼ばれることはないがワトソン博士、もしくはコナン・ドイルと思われる[2]。
- ロバーツ司祭（Vicar Roberts）
教区司祭。悪魔の存在を暴こうとクロスボウを持って村内で活発に動きはじめる。
しかし深夜にナイアルラトホテップを讃える祭儀を行っている。

## 日本語訳書誌情報
- 『虚ろなる十月の夜に』 (森瀬繚訳、竹書房文庫)  2017年 ISBN 978-4801912670